# Œuvres de Bernard Hislaire
Cette page recense la bibliographie de Bernard Hislaire, qui signe parfois Yslaire ou Sylaire, par ordre chronologique. Sont ici énumérées uniquement ses bandes dessinées, qu'il soit dessinateur ou scénariste.

## 1980-1989
- 1 Bidouille et Violette 1 : Les Premiers mots, Dupuis, janvier 1981
Scénario, dessin et couleurs : Bernard Hislaire
- 2 Bidouille et Violette 2 : Les Jours sombres, Dupuis, janvier 1982
Scénario, dessin et couleurs : Bernard Hislaire
- 3 Bidouille et Violette 3 : La Reine des glaces, Dupuis, janvier 1984
Scénario, dessin et couleurs : Bernard Hislaire
- 4 Bidouille et Violette 4 : La Ville de tous les jours, Dupuis, janvier 1986
Scénario, dessin et couleurs : Bernard Hislaire
- 1 Sambre 1 : Plus ne m'est rien..., Glénat, juin 1986
Scénario : Balac et Yslaire - Dessin et couleurs : Yslaire
- 1 Le Gang Mazda 1 : Le Gang Mazda fait de la bédé, Dupuis, septembre 1988
Scénario : Bernard Hislaire - Dessin : Christian Darasse
- 2 Le Gang Mazda 2 : Le Gang Mazda mène la danse, Dupuis, avril 1989
Scénario : Bernard Hislaire - Dessin : Christian Darasse

## 1990-1999
- 2 Sambre 2 : Je sais que tu viendras..., Glénat, novembre 1990
Scénario : Balac et Yslaire - Dessin et couleurs : Yslaire
- 3 Sambre 3 : Révolution, révolution..., Glénat, novembre 1993
Scénario, dessin et couleurs : Yslaire
- 4 Sambre 4 : Faut-il que nous mourions ensemble..., Glénat, novembre 1996
Scénario, dessin et couleurs : Yslaire
- 0 XXe ciel.com : Introduction au XXe Ciel, Delcourt, novembre 1997
Scénario, dessin et couleurs : Yslaire
- 1 XXe ciel.com 1 : Mémoires du XXe ciel 98, Delcourt, janvier 1999
Scénario, dessin et couleurs : Yslaire

## 2000-2009
- 2 XXe ciel.com 2>: http://www.xxeciel.com/mémoires<18>00, Les Humanoïdes Associés, janvier 2001
Scénario, dessin et couleurs : Yslaire
- 1 Coursensac et Baladin 1 : Au pays des Tahétéhus, Point Image, janvier 2002
Scénario : Jean-Marie Brouyère - Dessin : Bernard Hislaire
- La Légende des Sambre, Glénat, août 2003
Scénario, dessin et couleurs : Yslaire
- 1 3 vierges 1 : Dyane[1], Glénat, janvier 2003
Scénario : Sylaire - Dessin et couleurs : Jeanlouis Boccar
- 5 Sambre 5 : Maudit soit le fruit de ses entrailles..., Glénat, septembre 2003
Scénario, dessin et couleurs : Yslaire
- 3 XXe ciel.com 3 : http://www.xxeciel.com/mémoires<19>00, Les Humanoïdes Associés, novembre 2004
Scénario, dessin et couleurs : Yslaire
- 4 XXe ciel.com 4 : http://www.xxeciel.com/mémoires<20>00, Les Humanoïdes Associés, novembre 2004
Scénario, dessin et couleurs : Yslaire
- 2 3 vierges 2 : Atena[2] , Glénat, janvier 2006
Scénario : Sylaire - Dessin et couleurs : Jeanlouis Boccar
- 1 Le Ciel au-dessus de Bruxelles [avant]..., Futuropolis, mars 2006
Scénario, dessin et couleurs : Yslaire
- 2 Le Ciel au-dessus de Bruxelles ...[après] , Futuropolis, avril 2007
Scénario, dessin et couleurs : Yslaire
- 1 La Guerre des Sambre : Hugo & Iris, Chapitre 1 : Printemps 1830, Futuropolis/Glénat, mai 2007
Scénario : Yslaire - Dessin et couleurs : Jean Bastide, Vincent Mézil
- 2 La Guerre des Sambre : Hugo & Iris, Chapitre 2 : Automne 1830, Futuropolis/Glénat, septembre 2008
Scénario : Yslaire - Dessin et couleurs : Jean Bastide, Vincent Mézil
- 1 Le Ciel au-dessus du Louvre[3],[4], Futuropolis/Musée du Louvre éditions, novembre 2009
Scénario : Jean-Claude Carrière, Yslaire - Dessin et couleurs : Yslaire
- 3 La Guerre des Sambre : Hugo & Iris, Chapitre 3 : Hiver 1831, la lune qui regarde, Futuropolis/Glénat, novembre 2009
Scénario : Yslaire - Dessin et couleurs : Jean Bastide, Vincent Mézil

## 2010-2019
- 1 La guerre des Sambre - Werner & Charlotte 1 : Automne 1768 : L'éternité de Saintange, Glénat, septembre 2010
Scénario : Yslaire - Dessin et couleurs : Marc-Antoine Boidin
- 6 Sambre 6 : La Mer vue du purgatoire..., Glénat, juin 2011
Scénario, dessin et couleurs : Yslaire
- 2 La guerre des Sambre - Werner & Charlotte 2 : Automne 1768 : La messe rouge, Glénat, octobre 2011
Scénario : Yslaire - Dessin et couleurs : Marc-Antoine Boidin
- 3 La guerre des Sambre - Werner & Charlotte 3 : Hiver 1768 : Votre enfant, Comtesse..., Glénat, octobre 2012
Scénario : Yslaire - Dessin et couleurs : Marc-Antoine Boidin
- 7 Sambre 7 : Fleur de pavé, Glénat, septembre 2016
Scénario, dessin et couleurs : Yslaire
- 8 Sambre 8 : Celle que mes yeux ne voient pas, Glénat, novembre 2019
Scénario, dessin et couleurs : Yslaire

## 2020-2024
- 1 Mademoiselle Baudelaire, Aire libre chez Dupuis, avril 2021
Scénario, dessin et couleurs : Yslaire

- 2 La neige était sale, Dargaud, janvier 2024, par Fromatal et Yslaire, d'après Simenon[5]